# 陶福音
陶福音（德語：Hubert Otto；1850年9月12日—1938年2月25日），是天主教比利時籍主教及聖母聖心會會士。曾任甘肅北境宗座代牧區宗座代牧（1924年-1959年）。

## 生平
陶福音出生於1850年9月12日，在比利時布魯塞爾。1868年，他17歲時加入聖母聖心會。1873年6月7日，濮登博在22歲時晉鐸，後赴中國傳教。
1890年6月20日，陶福音在39歲時獲時任教宗良十三世任命為甘肅宗座代牧區宗座代牧，領銜突尼斯阿蘇拉教區主教。1891年1月11日，陶福音在內蒙古西灣子主教座堂由蒙古宗座代牧巴耆賢主教主禮晉牧。
1905年4月28日，甘肅宗座代牧區被一分為二，成立甘肅北境宗座代牧區及甘肅南境宗座代牧區。陶福音主教留任甘肅北境宗座代牧。
1918年1月14日榮休，兩年後由費達德接受成為甘肅北境宗座代牧區宗座代牧。
1938年2月25日，陶福音主教在中華民國內蒙古呼和浩特市去世，年87歲。